# Nasi Manu
Tavake Lecanus Liukanasi Manu, più noto come Nasi Manu (Lincoln, 15 agosto 1988), è un rugbista a 15 neozelandese, internazionale per Tonga, nel ruolo di terza linea.

## Biografia
Nato in Nuova Zelanda, ma di origine tongana, Masi Nanu ha frequentato la squadra giovanile della Christchurch Boys' High School dove ha avuto modo di giocare con i futuri All Blacks Matt Todd, Colin Slade e Owen Franks. Nasi è nipote dell'ex-terza linea centro Daniel Manu, che giocò per la nazionale australiana ai mondiali di rugby del 1995 e cugino di Sika Manu, ex-giocatore di rugby a 13 che rappresentò sia la Nuova Zelanda che per Tonga.
Ha debuttato nel campionato neozelandese delle province con la formazione di Canterbury nel 2007 segnando una meta al debutto contro Counties Manukau. Dopo aver perso la stagione successiva per infortunio, Manu è rimasto con la formazione di Canterbury fino al 2014, contribuendo alla vittoria nel campionato delle province in 6 edizioni consecutive.
Manu ha esordito nel Super 14 2008 con la franchigia dei Crusaders a 19 anni contribuendo con 12 presenze alla vittoria finale nel campionato della formazione di Christchurch. Non trovando spazio per giocare con regolarità nei Crusader nel ruolo di terza linea centro per la presenza del futuro capitano degli All Blacks Kieran Read, nella stagione 2010 si è trasferito agli Highlanders dove è rimasto per cinque anni. Nel 2015 ha guidato gli Highlanders, da co-capitano insieme a Ben Smith, alla prima vittoria della squadra di Dunedin nel Super Rugby.
Nel 2015 Manu si è trasferito in Scozia vestendo la maglia di Edimburgo con cui ha disputato due stagioni del Pro12 e della European Rugby Champions Cup. Quindi, a partire dalla stagione 2017, ha iniziato a giocare a Treviso con la maglia della Benetton.
Dopo aver fatto parte della rappresentativa scolastica neozelandese nel 2005 e nel 2006, ha giocato nella nazionale Under-19 della Nuova Zelanda, allenata dal suo futuro coach alla Benetton Kieran Crowley e con la quale ha vinto il campionato mondiale di categoria nel 2007. L'anno successivo ha bissato il successo con la rappresentativa neozelandese Under-20 nel campionato mondiale giovanile di rugby 2008. Vista sfumata la possibilità di indossare la maglia degli All Blacks, Manu ha scelto di giocare a livello internazionale con Tonga, paese di origine della sua famiglia. Nel giugno del 2018, a quasi 30 anni, ha esordito nei tre test match giocati a Suva contro Georgia, Samoa e Figi nell'ambito della Pacific Nations Cup 2018.
Nell'estate 2018, durante il ritiro con la sua squadra, al giocatore è stato diagnosticato un tumore all'apparato uro-genitale. Dopo un'operazione nel mese di ottobre presso l'ospedale Ca' Foncello di Treviso, Manu si è sottoposto a dei cicli di chemioterapia. Nel dicembre successivo i giocatori della Benetton hanno deciso di radersi completamente i capelli come gesto di sostegno al loro compagno e hanno iniziato ad utilizzare, durante le fasi di riscaldamento prima delle partite, magliette speciali con stampigliata una frase di incoraggiamento in lingua tongana. Le magliette sono poi state messe all'asta a favore dell'Istituto Oncologico Veneto di Padova dove Manu ha effettuato le cure contro il tumore.
Nel febbraio del 2019 è stato annunciato un miglioramento delle condizioni di Manu e il suo ritorno agli allenamenti. Il giocatore ha così espresso il desiderio di poter partecipare alla Coppa del Mondo di rugby 2019.
Manu ha fatto il suo esordio nella massima competizione mondiale di rugby subentrando dalla panchina nella partita di Tonga contro l'Inghilterra giocata a Sapporo il 22 settembre 2019 realizzando così il suo sogno dopo la malattia.
Terminata la sua esperienza in Italia nel giugno del 2020, Manu ha giocato nel campionato provinciale neozelandese nelle file di Otago e nella stagione successiva ancora con la nazionale tongana. Nel dicembre 2020 Manu ha fatto parte della formazione della neo-costituita formazione Moana Pasifika che ha affrontato i Maori All Blacks a Hamilton.

## Palmarès
- National Provincial Championship: 6
Canterbury: 2008, 2009, 2010, 2011, 2012, 2013
- Super Rugby: 2
Crusaders: 2008
Highlanders: 2015